# Stötdämpare

Skiss på 1-rörs gasdämpare Delarna är: kolvstång(A), kolv/ ventil (B), cylinder (C), dämpolja (D), flytande kolv (E) och gas med högt tryck (F).

En stötdämpare är en anordning som dämpar svängningar och rörelser, snarare än stötar. Dämpningen sker genom omvandling av rörelseenergi till värme, vanligtvis genom att tvinga olja genom små hål.
Det vanligaste användningsområdet för stötdämpare är i fordons fjädringssystem, där de minskar problemen med att färdas över vägojämnheter och därmed ökar komforten. Utan dämpare blir färden guppig, då energi lagras i fjädringen och sedan överförs till fordonskroppen. Detta kan ske så häftigt att fjädringen "slår i botten". För att kunna köra utan stötdämpare krävs mycket styva fjädrar, vilket skulle ge en stötig färd. Stötdämparna medger alltså att fordonet förses med mjukare fjädrar, utan att för den skull få oacceptabelt snabba och stora fjädringsrörelser på guppiga vägar.

## Typer av stötdämpare
Den vanligaste modellen i bilar är teleskopstötdämpare. De påminner till utseendet om en cykelpump. Inuti den finns olja som passerar genom små munstycken när fjädringen rör sig upp och ner. En fördel med teleskopstötdämpare är att de kan monteras inuti en spiralfjäder för att skapa en kompakt enhet. Även i Mc Pherson fjäderben (som de flesta moderna bilar har).
I huvudsak finns 3 olika grundtyper av stötdämpare. 2-rörs oljedämpare , 2-rörs med gastryck och 1-rörs med gastryck(se skiss) 
Gasstötdämpare är en variant som har gas under tryck i det yttre delen av en 2-rörs dämpare eller åtskilt av en flytande kolv 1-rörs dämpare. Gastrycket gör att skumbildning runt ventilen minskas som annars skulle ge upphov till ett dämpglapp vilket försämrar dämpningen.
2-rörs dämpare kan bara klara ett lägre gastryck medan 1-rörs kan ha ett betydligt högre gastryck. Detta gör 1-rörs dämpare därför mer effektiva under svåra förhållande. De flesta stötdämpare i tävlingsbilar är därför av 1-rörs typ. Ventilerna på kolvstången kan ha olika inställningar både i tryck och utdragningsläget vilket ger bilen olika egenskaper. Fördelen med en 1-rörs dämpare är att stötdämparens hela diameter kan utnyttjas vilket ger en större diameter på kolv/ventil samt att oljan kyls av mycket effektivare. Dessutom kan 1-rörs dämparen vändas upp och ner och fortfarande fungera. Istället för att den smala kolvstången kan ytterröret med sin större diameter istället uppta sidokrafterna. Detta förbättrar båda hållbarhet och livslängd.
På vissa stötdämpare kan även ventilerna justeras utifrån - det kan ske med olika lösningar. Stötdämpare med extrema krav har även en separat kammare förbunden med en slang.
Hydrauliska dämpare av hävarmstyp är en äldre konstruktion som användes i vissa bilmodeller. De kan ofta fyllas på och renoveras i stället för att byta ut hela dämparen.
Friktionsdämpare var en ännu äldre variant, där dämpningen sköts av plattor som gnids mot varandra och dämpar med hjälp av friktionen.
Gashydrauliska system av den typ som Citroën har använt innehåller en dämpning som är inbyggd i fjädringssystemet. Därför behövs inga separata stötdämpare. Däremot behöver fordon med luftfjädring ha separata dämpare.
Ordet "stötdämpare" är belagt i svenska språket sedan 1923.

## Styrdämpare
En styrdämpare är en liten stötdämpare (ca 15 cm lång) som monteras på styret på motorcyklar för att förhindra wobbling (självsvängning).
Styrdämpare används även till motocross- och enduromotorcyklar. Här används de i syfte att minska utmattningen av föraren (slag i styret) vid ojämna underlag.